# Iseropus pilosus
Iseropus pilosus är en stekelart som först beskrevs av Cameron 1903.  Iseropus pilosus ingår i släktet Iseropus och familjen brokparasitsteklar. Inga underarter finns listade i Catalogue of Life.